# 西小千谷站

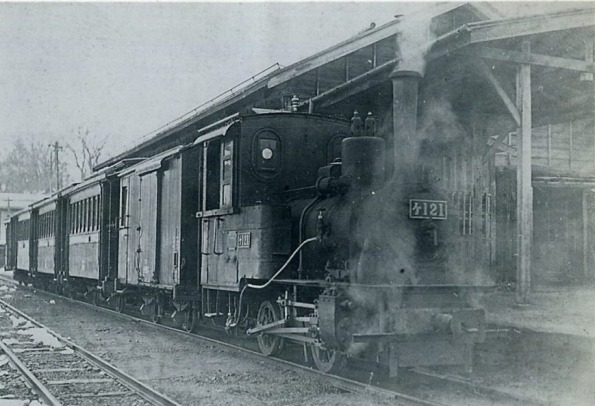
日本國鐵Ke120形蒸氣機車Ke121在西小千谷站牽引魚沼線的混合列車　(1937年2月24日)

西小千谷站（日语：／ Nishi-Ojiya eki */?）是位於新潟縣小千谷市城內三丁目，日本國有鐵道（國鐵）的魚沼線車站（廢站）。隨著魚沼線廢線，車站在1984年（昭和59年）4月1日廢除。此站距離上越線的小千谷站只有2公里，因此可以步行連接該站。

## 歷史
- 1911年（明治44年）9月14日 - 魚沼鐵道開業，小千谷站（第一代）啟用[1]。當時為一般車站。
- 1922年（大正11年）
  - 6月15日 - 魚沼鐵道被國有化，成為國有鐵道的魚沼輕便線車站[2]。
  - 9月2日 - 路線改名為魚沼線[3]
- 1932年（昭和7年）7月15日 - 車站改名為西小千谷站。同年8月1日，上越線的東小千谷站改名為小千谷站（第二代）。
- 1944年（昭和19年）10月16日 - 魚沼線被指定為不要不急線，此站暫停營業[4]。
- 1954年（昭和29年）8月1日 - 魚沼線重開，同時使用新路軌。此站重開。當時也是一般車站。
- 1960年（昭和35年）3月15日 - 結束處理貨物。
- 1984年（昭和59年）
  - 2月1日 - 結束處理行李。
  - 4月1日 - 魚沼線全線廢除，此站也變成廢站[5]。

## 車站構造
截至車站廢除前，車站是一座地面車站，設有1面1線的單式月台。此站是業務委托車站。

## 現況
在車站廢除10年後，舊車站大樓被活化，用作小千谷市的「銀齡人材中心」事務所，後來被撤走。車站遺址周邊建設了「波波里公園」。月台和路軌遺蹟，以及車輛的車輪等遺留下來。

## 相鄰車站
日本國有鐵道
魚沼線
小粟田－西小千谷
在此站啟用至暫停營業之間，此站至小粟田站之間曾經設有平澤站。

## 注腳
1. ↑  . dl.ndl.go.jp.   [2022-02-03]. （原始内容存档于2022-02-05） （日语）.
2. ↑  「鉄道省告示第59.60号」《官報》1922年6月10日（國立國會圖書館數碼化收藏）
3. ↑  「鉄道省告示第109号」《官報》1922年9月2日（國立國會圖書館數碼化收藏）
4. ↑  「運輸通信省告示第483号」《官報』1944年10月5日（國立國會圖書館數碼化收藏）
5. ↑  . 交通新聞 (交通協力会). 1984-02-02: 1 （日语）.